# Лудия Макс 2
„Лудият Макс 2“ (на английски: Mad Max 2), известен още като „Лудият Макс 2: Воинът на пътя“ и „Лудият Макс 2: Воинът на пустинята“ (на английски: Mad Max 2: The Road Warrior), е австралийски постапокалиптичен екшън филм от 1981 г. на режисьора Джордж Милър.
Той е вторият от филмовата поредица „Лудият Макс“.